# سایوز تی‌ام-۱۷
سایوز-تی‌ام-۱۷ (به روسی: Союз )(به معنای اتحاد) هفدهمین مأموریت سرنشین دار سازمان ملی فضانوردی روسیه به سمت ایستگاه فضایی میر محسوب می شود. در طول این ماموریت ۳ فضاپیمای پشتیبانی پروگرس به ایستگاه متصل شد.

## خدمه مأموریت
| شماره | نام             | ملیت   | تعداد پرواز | نقش عملیاتی | تصویر |
| ۱     | واسیلی تسیبلیف  | روسیه  | ۱           | فرمانده     |       |
| ۲     | الکساندر سربروف | روسیه  | ۴           | مهندس پرواز |       |
| ۳     | ژان-پیر انیره   | فرانسه | ۱           | محقق فضایی  |       |